# Courage World Tour
El Courage World Tour es la decimocuarta gira musical de la cantante francesa-canadiense Céline Dion, planeada para promocionar su álbum de estudio en inglés Courage publicado el 15 de noviembre de 2019. Esta es la primera gira mundial de Dion en más de una década, desde su Taking Chances World Tour (2008-2009) y marca su gran regreso a las arenas norteamericanas. La gira inició el día 18 de septiembre de 2019 en el Centre Videotron en Quebec, Canadá. El 26 de mayo del 2023, Celine Dion canceló el resto de la gira debido a un problema recurrente de salud, debido a esto, la gira finalizó el 8 de marzo de 2020.
Esta es una de las más caras de la historia según Billboard, ya que Dion ha ganado en promedio US$2 millones de dólares por espectáculo, más que ningún otro artista por concierto en arenas. Las entradas para los conciertos van desde los $100 dólares hasta más de $1,000, y aun así se han agotado en tiempo récord.

## Antecedentes
La gira se anunció oficialmente el 3 de abril de 2019 en The Theatre at Ace Hotel en el centro de Los Ángeles. El evento se transmitió en vivo en la página oficial de Facebook de Dion. Las entradas salieron a la venta en general el 12 de abril de 2019. El 8 de abril de 2019, luego de una fuerte demanda previa a la venta, se agregaron conciertos adicionales en Montreal, Toronto, Boston y Miami. El 9 de abril de 2019, se agregaron dos espectáculos adicionales en Montreal, uno en Newark y otro en la ciudad de Nueva York para satisfacer la demanda. El 11 de abril de 2019, se anunciaron fechas adicionales para la ciudad de Quebec, Montreal y Ottawa.
Los ensayos en el lugar se llevaron a cabo en el Centre Videotron en la ciudad de Quebec a principios de septiembre, y Dion y su equipo de 110 personas se hospedaron en el nuevo hotel Le Capitole durante su estadía en la ciudad de Quebec.
El 25 de septiembre de 2019, ConcertFrance anunció que Dion se presentará en el Paris La Défense Arena en Nanterre, Francia, el 26 de junio de 2020, lo que produjo una fuerte demanda de 6 conciertos agotados (desde el 26 junio al 4 de julio de 2020) en una hora y media. 
El 25 de septiembre de 2019, Dion pospuso los primeros cuatro espectáculos en Montreal programados para el 26, 27, 30 y 1 de octubre de 2019 debido a una infección en la garganta. Estos shows cancelados fueron reprogramados para el 18, 19, 21 y 22 de noviembre de 2019. Sin embargo, el 3 de octubre de 2019, Dion pospuso los últimos dos espectáculos debido a la infección, y fueron reprogramados para el 18 y 19 de febrero de 2020. De ese modo, cancelando y reprogramando todos los espectáculos de la ciudad de Montreal.
El 26 de septiembre de 2019, la etapa europea y fechas adicionales en las ciudades de Nueva York, Los Ángeles y Vancouver fueron anunciadas por la página SoldOutTicketBox.com.
El 4 de octubre de 2019 se liberaron las entradas al público en general ocasionado espectáculos adicionales, debido a la gran demanda en ciudades europeas como Oslo, Copenhague, Mánchester, Zúrich y en América del Norte en la ciudad de Edmonton.
El 6 de octubre de 2019 luego de una gran demanda previa a la venta, se agregó un concierto adicional para el 5 de agosto de 2020 en la ciudad de Tel Aviv, Israel.
El 7 de octubre de 2019 debido a la demanda de entradas se agregó una segunda fecha para la ciudad de Helsinki, Finlandia, el día 25 de agosto de 2020.
El 8 de octubre de 2019 debido a la fuerte demanda y al agotamiento de las mismas en preventa se agregaron dos fechas adicionales para la ciudad de París, Francia, en el estadio Paris La Défense Arena los días 3 y 4 de julio de 2020.
El 6 de noviembre de 2019, el concierto de Dion en Floriana, Malta, fue removido de lugar a Attard debido a una demanda sin precedentes de entradas en preventa, según NnG Promotions. Las entradas en preventa se agotaron en solo 24 horas el 2 de octubre de 2019.
Las promociones de NnG y la gestión de la artista confirmaron que el lugar al aire libre más grande de Malta, Ta' Qali, será el lugar del concierto para satisfacer la gran demanda de los asistentes que verán a Dion presentarse en Malta por primera vez.
NnG Promotions ha destacado que los titulares actuales de boletos que ya habían comprado las entradas para el concierto de Dion en el lugar anterior «(The Granaries)» siguen siendo válidos y la ubicación de los asientos para estos boletos permanecerá sin cambios.
El 3 de enero de 2020 el concierto planeado en Beirut, Líbano el día 31 de julio de 2020,  fue cancelado debido a la situación que esta pasando dicha nación.
El 19 de febrero de 2020 se añadió un concierto para la ciudad de Atenas, Grecia, el cual se llevará a cabo el día 31 de julio de 2020 en el Estadio Olímpico de Atenas, siendo así, la primera vez que Dion ofrece un concierto en la península helénica. Éste concierto a la vez sustituye al concierto que se iba a realizar el mismo día en la ciudad de Beirut, Líbano, antes de que éste fuese cancelado.
Según fuentes oficiales, las entradas para las ciudades de Łódź y Cracovia (Polonia) se agotaron en tiempo récord. 
Las entradas en Cracovia se agotaron en solo 2 horas, y en Łódź en sólo un día.
El 10 de junio de 2020 Céline dio a conocer la nueva reprogramación de la etapa europea de la gira, la cual comenzara en París, Francia el 19 de marzo de 2021 en Paris La Défense Arena.
El 9 de septiembre de 2020 Dion reveló la reprogramación de la parte norteamericana de la gira, la misma iniciará en Winnipeg, Manitoba, Canadá el 16 de agosto del, 2021 en la  Bell MTS Place.
El 17 de febrero de 2021 Céline Dion anunció que las primeras fechas para sus espectáculos en Europa en su gira mundial titulada "Courage" se han pospuesto hasta 2022.
En abril de 2022 vuelve a posponer su la etapa europea y de Oriente Medio hasta febrero de 2023 debido a problemas recurrentes de salud. Estas nuevas fechas, correrán desde febrero hasta octubre de 2023, comenzando en Praga y terminando en Helsinki.
En mayo de 2023, cancela el resto de la gira, dando final a la era Courage.

## Inconvenientes
El 11 de marzo de 2020, Céline Dion fue diagnosticada con síntomas de resfriado, por lo que los doctores le sugirieron descansar varios días. A raíz de esto, Dion se vio obligada a posponer los conciertos en las ciudades de Washington D. C. y Pittsburgh, los cuales se llevarían a cabo los días 11 de marzo y 13 de marzo de 2020 respectivamente. Éstos shows fueron reprogramados para los días 16 de noviembre y 18 de noviembre de 2020. Céline dio a conocer esta información a través de su página oficial de Facebook, y también confirmó que su enfermedad no estaba relacionada con el coronavirus COVID-19.
El día siguiente, Dion dio un nuevo comunicado por vía Facebook, en el cual informó que el resto de la parte norteamericana de la gira sería pospuesta debido a la pandemia de coronavirus que actualmente se está propagando con rapidez por los Estados Unidos y el mundo. Las fechas todavía no han sido reprogramadas.
El 24 de abril de 2020, Dion pospuso todos los shows de la gira europea hasta Attard, en donde ahora tendrá comienzo la etapa europea. También pospuso los conciertos programados en Copenhague, todo a causa del COVID-19. El 10 de junio, el equipo de Dion anuncia que la gira recomenzará en marzo de 2021 en la ciudad de París, Francia y la etapa europea terminará en julio de 2021 en Bucarest, Rumania.
El 26 de mayo de 2023, cancela el resto de los conciertos programados para Europa, dando final a la gira. Oficialmente, la gira terminó en marzo de 2020 en Estados Unidos.

## Acerca del show

### Escenario
El escenario del tour posee una gran calidad en tecnología moderna. Su forma es de letra "C", quedando los dos lados laterales en las partes derecha e izquierda del lugar del concierto. Posee una pista con luces de múltiples colores, y un poco atrás de esta se encuentra una plataforma que sale de abajo del escenario en donde Céline aparece y desaparece en cada cambio de vestuario. 
Cuenta también con unas gigantes pantallas en la parte superior de los tres lados del escenario, las cuales proyectan a Dion, y a su vez, múltiples luces de colores y cinemáticas diversas, además de que en cada cambio de vestuario las pantallas muestran una cinemática en donde Dion baila ballet con el bailarín español Pepe Muñoz.
Por otra parte, al inicio del concierto, en ocasiones hay un mini concierto ofrecido por Veronic Dicaire, en donde interpreta canciones clásicas en inglés, o un mini espectáculo en donde el equipo del concierto pone música en inglés clásica o contemporánea. Después de esto, las pantallas muestran una cinemática en donde Dion se maquilla y se prepara para ir a un lugar, y entonces, aparece desde abajo del escenario en la plataforma, y de ése modo, abriendo el concierto.
Al final del show, cuando Dion cierra el concierto con "My Heart Will Go On", una lluvia de drones cubre a la artista combinándose con los efectos y las luces de las pantallas y el escenario, lo cual produce un efecto de un concierto innovador.

## Recepción de la crítica
El Courage World Tour ha recibido críticas positivas. Billboard elogió las opciones de canciones, la mezcla de éxitos más antiguos como "La bella y la bestia" con las nuevas canciones de Dion como "Courage", y también el bis "extraordinario": "My Heart Will Go On" e "Imagine" de John Lennon. También elogió la voz de Dion, sus atuendos y drones que emulaban estrellas, agua e incluso el diamante "Heart of the Ocean" «(El corazón del mar)» durante la presentación de "My Heart Will Go On". Billboard calificó el concierto de dos horas como impresionante y espectacular. El Courage World Tour también fue seleccionado por Billboard como uno de los mejores shows en vivo del 2019.

## Recepción comercial
Según las cifras reportadas a Billboard Boxscore, Dion superó el resumen de Hot Tours del 30 de noviembre con $ 33.2 millones de los primeros 19 shows de la gira. Ella recaudó $ 7 millones en cuatro espectáculos en el Bell Centre de Montreal, con un total de 53,864 boletos. El tramo inicial promedió $ 1,747,000 y 12,414 boletos por espectáculo. Estas cifras aumentaron el total de la carrera de Dion a $ 1.115 mil millones y 8.8 millones de boletos vendidos, según lo informado a Billboard Boxscore.

## Repertorio

### Francófono
La siguiente lista muestra las canciones que fueron interpretadas durante el concierto de apertura el 18 de septiembre de 2019 en el Videotron Centre en Quebec, Canadá.
1. "It's All Coming Back to Me Now"
2. "Dans un autre monde"
3. "Terre"
4. "Encore un soir"
5. "I'm Alive"
6. "The Power of Love"
7. "L'amour existe encore"
8. "Beauty and the Beast"
9. "You're the Voice"
10. "Regarde-moi"
11. "Un garçon pas comme les autres (Ziggy)"
12. "Courage"
13. "All by Myself"
14. "Lying Down"
15. "Tous les blues sont écrits pour toi"
16. "S'il suffisait d'aimer"
17. "Let's Dance" /"Another One Bites the Dust" / "Flying on My Own" / "Kiss" / "River Deep, Mountain High" / "Lady Marmalade"
18. "My Heart Will Go On"
19. "Pour que tu m'aimes encore"

### Anglófono
Éste set list es una representación del concierto del 18 de octubre de 2019 en el Rocket Mortgage FieldHouse en Cleveland. Sin embargo, no representa a cada concierto.
1. "It's All Coming Back to Me Now"
2. "That's the Way It Is"
3. "I'm Alive"
4. "If You Asked Me To"
5. "The Power of Love"
6. "Love Can Move Mountains"
7. "Beauty and the Beast"
8. "The Prayer" {\displaystyle \scriptstyle (\mathbb {\sin } ~Andrea~Bocelli)}
9. "You're the Voice"
10. "Tous les blues sont écrits pour toi"
11. "To Love You More"
12. "Courage"
13. "All by Myself"
14. "Lying Down"
15. "The Reason"
16. "Because You Loved Me"
17. Disco medley: "Let's Dance/Another One Bites the Dust/Kiss/River Deep, Mountain High/Lady Marmalade"
18. "My Heart Will Go On"
19. "Imagine"

## Fechas
| Fecha                    | Ciudad            | País              | Lugar del Concierto                  | Entradas Vendidas | Recaudación US$   |
| América Del Norte        | América Del Norte | América Del Norte | América Del Norte                    | América Del Norte | América Del Norte |
| ------------------------ | ----------------- | ----------------- | ------------------------------------ | ----------------- | ----------------- |
| 18 de septiembre de 2019 | Quebec            | Canadá            | Videotron Centre                     | 39,930 / 39,930   | $5,761,752        |
| 20 de septiembre de 2019 | Quebec            | Canadá            | Videotron Centre                     | 39,930 / 39,930   | $5,761,752        |
| 21 de septiembre de 2019 | Quebec            | Canadá            | Videotron Centre                     | 39,930 / 39,930   | $5,761,752        |
| 15 de octubre de 2019    | Ottawa            | Canadá            | Canadian Tire Centre                 | 24,205 / 24,205   | $3,348,005        |
| 16 de octubre de 2019    | Ottawa            | Canadá            | Canadian Tire Centre                 | 24,205 / 24,205   | $3,348,005        |
| 18 de octubre de 2019    | Cleveland         | Estados Unidos    | Rocket Mortgage FieldHouse           | 13,199 / 13,199   | $1,593,287        |
| 20 de octubre de 2019    | Columbus          | Estados Unidos    | Value City Arena                     | 10,751 / 10,751   | $1,626,691        |
| 22 de octubre de 2019    | Louisville        | Estados Unidos    | KFC Yum! Center                      | 12,465 / 12,465   | $1,531,237        |
| 24 de octubre de 2019    | Cincinnati        | Estados Unidos    | Heritage Bank Arena                  | 11,004 / 11,004   | $1,492,937        |
| 26 de octubre de 2019    | Saint Louis       | Estados Unidos    | Enterprise Center                    | 11,735 / 11,735   | $1,591,985        |
| 28 de octubre de 2019    | Kansas City       | Estados Unidos    | Sprint Center                        | 11,838 / 11,838   | $1,883,309        |
| 30 de octubre de 2019    | Fargo             | Estados Unidos    | FARGODOME                            | 10,743 / 12,239   | $1,174,539        |
| 1 de noviembre de 2019   | Minneapolis       | Estados Unidos    | Target Center                        | 12,504 / 12,504   | $1,992,180        |
| 3 de noviembre de 2019   | Milwaukee         | Estados Unidos    | Fiserv Forum                         | 10,788 / 10,788   | $1,921,244        |
| 5 de noviembre de 2019   | Detroit           | Estados Unidos    | Little Caesars Arena                 | 13,112 / 13,112   | $2,282,502        |
| 18 de noviembre de 2019  | Montreal          | Canadá            | Bell Centre                          | 53,864 / 53,864   | $6,994,869        |
| 19 de noviembre de 2019  | Montreal          | Canadá            | Bell Centre                          | 53,864 / 53,864   | $6,994,869        |
| 21 de noviembre de 2019  | Montreal          | Canadá            | Bell Centre                          | 53,864 / 53,864   | $6,994,869        |
| 22 de noviembre de 2019  | Montreal          | Canadá            | Bell Centre                          | 53,864 / 53,864   | $6,994,869        |
| 1 de diciembre de 2019   | Chicago           | Estados Unidos    | United Center                        | 13,685 / 13,865   | $2,870,852        |
| 3 de diciembre de 2019   | Indianápolis      | Estados Unidos    | Bankers Life Fieldhouse              | 11,633 / 11,633   | $1,630,450        |
| 5 de diciembre de 2019   | Buffalo           | Estados Unidos    | KeyBank Center                       | 12,462 / 12,462   | $1,746,480        |
| 7 de diciembre de 2019   | Albany            | Estados Unidos    | Times Union Center                   | 10,564 / 10,564   | $1,524,547        |
| 9 de diciembre de 2019   | Toronto           | Canadá            | Scotiabank Arena                     | 26,831 / 26,831   | $4,772,722        |
| 10 de diciembre de 2019  | Toronto           | Canadá            | Scotiabank Arena                     | 26,831 / 26,831   | $4,772,722        |
| 13 de diciembre de 2019  | Boston            | Estados Unidos    | TD Garden                            | 24,661 / 24,661   | $5,180,061        |
| 14 de diciembre de 2019  | Boston            | Estados Unidos    | TD Garden                            | 24,661 / 24,661   | $5,180,061        |
| 8 de enero de 2020       | Jacksonville      | Estados Unidos    | Jacksonville Veterans Memorial Arena | 11,272 / 11,272   | $1,912,510        |
| 11 de enero de 2020      | Atlanta           | Estados Unidos    | State Farm Arena                     | 11,212 / 11,212   | $2,323,672        |
| 13 de enero de 2020      | Nashville         | Estados Unidos    | Bridgestone Arena                    | 13,023 / 13,023   | $2,103,662        |
| 15 de enero de 2020      | Tampa             | Estados Unidos    | Amalie Arena                         | 12,749 / 12,749   | $2,254,145        |
| 17 de enero de 2020      | Miami             | Estados Unidos    | American Airlines Arena              | 24,763 / 24,763   | $5,222,838        |
| 18 de enero de 2020      | Miami             | Estados Unidos    | American Airlines Arena              | 24,763 / 24,763   | $5,222,838        |
| 21 de enero de 2020      | Charlotte         | Estados Unidos    | Spectrum Center                      | 13,458 / 13,458   | $2,161,228        |
| 30 de enero de 2020      | San Antonio       | Estados Unidos    | AT&T Center                          | 13,645 / 13,645   | $2,021,746        |
| 1 de febrero de 2020     | Houston           | Estados Unidos    | Toyota Center                        | 11,569 / 11,569   | $2,127,052        |
| 3 de febrero de 2020     | Dallas            | Estados Unidos    | American Airlines Center             | 12,634 / 12,634   | $2,567,817        |
| 5 de febrero de 2020     | Tulsa             | Estados Unidos    | BOK Center                           | 11,004 / 11,004   | $1,619,919        |
| 7 de febrero de 2020     | Nueva Orleans     | Estados Unidos    | Smoothie King Center                 | 12,833 / 12,833   | $2,278,207        |
| 9 de febrero de 2020     | Memphis           | Estados Unidos    | FedExForum                           | 11,452 / 11,452   | $1,609,927        |
| 11 de febrero de 2020    | Raleigh           | Estados Unidos    | PNC Arena                            | 12,436 / 12,436   | $2,150,963        |
| 18 de febrero de 2020    | Montreal          | Canadá            | Bell Centre                          | 28,257 / 28,257   | $3,857,437        |
| 19 de febrero de 2020    | Montreal          | Canadá            | Bell Centre                          | 28,257 / 28,257   | $3,857,437        |
| 22 de febrero de 2020    | Atlantic City     | Estados Unidos    | Boardwalk Hall                       | 11,252 / 11,252   | $2,470,305        |
| 24 de febrero de 2020    | Baltimore         | Estados Unidos    | Royal Farms Arena                    | 11,181 / 11,181   | $1,591,232        |
| 26 de febrero de 2020    | Philadelphia      | Estados Unidos    | Wells Fargo Center                   | 13,269 / 13,269   | $2,011,920        |
| 28 de febrero de 2020    | Nueva York        | Estados Unidos    | Barclays Center                      | 25,177 / 25,177   | $5,115,713        |
| 29 de febrero de 2020    | Nueva York        | Estados Unidos    | Barclays Center                      | 25,177 / 25,177   | $5,115,713        |
| 3 de marzo de 2020       | Nueva York        | Estados Unidos    | Nassau Veterans Memorial Coliseum    | 10,672 / 10,672   | $1,985,445        |
| 5 de marzo de 2020       | Nueva York        | Estados Unidos    | Barclays Center                      | 12,543 / 12,543   | $1,875,568        |
| 7 de marzo de 2020       | Newark            | Estados Unidos    | Prudential Center                    | 23,529 / 23,529   | $4,330,802        |
| 8 de marzo de 2020       | Newark            | Estados Unidos    | Prudential Center                    | 23,529 / 23,529   | $4,330,802        |

Sold Out - para los conciertos con entradas agotadas.

### Conciertos cancelados
| Fecha                    | Ciudad         | País            | Lugar del Concierto                     | Razón de la cancelación          | Ref.   |
| ------------------------ | -------------- | --------------- | --------------------------------------- | -------------------------------- | ------ |
| 18 de julio de 2020      | Monte Carlo    | Mónaco          | Place du Casino                         | Pandemia de coronavirus COVID-19 | [ 21 ] |
| 31 de julio de 2020      | Beirut         | Líbano          | Beirut Waterfront                       | Mala situación del país          | [ 22 ] |
| Oriente Medio            |                |                 |                                         |                                  |        |
| 19 de junio de 2021      | Tel Aviv       | Israel          | Estadio Bloomfield                      | Sold Out                         | —      |
| 20 de junio de 2021      | Tel Aviv       | Israel          | Estadio Bloomfield                      | Sold Out                         | —      |
| 22 de junio de 2021      | Nicosia        | Chipre          | Estadio GSP                             | Sold Out                         | —      |
| 15 de julio de 2021      | Carhaix        | Francia         | Vieilles Charrues Festival              | Sold Out                         | —      |
| 17 de julio de 2021      | Lucca          | Italia          | Mura Storiche                           | —                                | —      |
| 19 de julio de 2021      | Nyon           | Suiza           | Plaine de l'Asse                        | Sold Out                         | —      |
| 21 de julio de 2021      | Attard         | Malta           | Ta' Qali                                | Sold Out                         | —      |
| 23 de julio de 2021      | Atenas         | Grecia          | Estadio Olímpico de Atenas              | —                                | —      |
| 25 de julio de 2021      | Bucarest       | Rumania         | Arena Națională                         | —                                | —      |
| América Del Norte        |                |                 |                                         |                                  |        |
| 16 de agosto de 2021     | Winnipeg       | Canadá          | Bell MTS Place                          | Sold Out                         | —      |
| 18 de agosto de 2021     | Saskatoon      | Canadá          | SaskTel Center                          | Sold Out                         | —      |
| 20 de agosto de 2021     | Edmonton       | Canadá          | Rogers Place                            | Sold Out                         | —      |
| 21 de agosto de 2021     | Edmonton       | Canadá          | Rogers Place                            | Sold Out                         | —      |
| 24 de agosto de 2021     | Portland       | Estados Unidos  | Moda Center                             | Sold Out                         | —      |
| 26 de agosto de 2021     | Tacoma         | Estados Unidos  | Tacoma Dome                             | Sold Out                         | —      |
| 28 de agosto de 2021     | Vancouver      | Canadá          | Rogers Arena                            | Sold Out                         | —      |
| 29 de agosto de 2021     | Vancouver      | Canadá          | Rogers Arena                            | Sold Out                         | —      |
| 1 de septiembre de 2021  | Sacramento     | Estados Unidos  | Golden 1 Center                         | Sold Out                         | —      |
| 3 de septiembre de 2021  | San Francisco  | Estados Unidos  | Chase Center                            | Sold Out                         | —      |
| 4 de septiembre de 2021  | Oakland        | Estados Unidos  | Oracle Arena                            | Sold Out                         | —      |
| 8 de septiembre de 2021  | San Diego      | Estados Unidos  | Pechanga Arena                          | Sold Out                         | —      |
| 10 de septiembre de 2021 | Los Ángeles    | Estados Unidos  | Staples Center                          | Sold Out                         | —      |
| 11 de septiembre de 2021 | Los Ángeles    | Estados Unidos  | Staples Center                          | Sold Out                         | —      |
| 14 de septiembre de 2021 | Glendale       | Estados Unidos  | Gila River Arena                        | Sold Out                         | —      |
| 17 de septiembre de 2021 | Salt Lake City | Estados Unidos  | Vivint Smart Home Arena                 | Sold Out                         | —      |
| 19 de septiembre de 2021 | Denver         | Estados Unidos  | Pepsi Center                            | Sold Out                         | —      |
| 22 de septiembre de 2021 | Washington     | Estados Unidos  | Capital One Arena                       | Sold Out                         | —      |
| 24 de septiembre de 2021 | Pittsburgh     | Estados Unidos  | PPG Paints Arena                        | Sold Out                         | —      |
| Europa                   |                |                 |                                         |                                  |        |
| 25 de mayo de 2022       | Birmingham     | Inglaterra      | Arena Birmingham                        | Sold Out                         | —      |
| 26 de mayo de 2022       | Birmingham     | Inglaterra      | Arena Birmingham                        | Sold Out                         | —      |
| 29 de mayo de 2022       | Londres        | Inglaterra      | The O2 Arena                            | Sold Out                         | —      |
| 30 de mayo de 2022       | Londres        | Inglaterra      | The O2 Arena                            | Sold Out                         | —      |
| 1 de junio de 2022       | Dublín         | Irlanda         | 3Arena                                  | Sold Out                         | —      |
| 2 de junio de 2022       | Dublín         | Irlanda         | 3Arena                                  | Sold Out                         | —      |
| 5 de junio de 2022       | Mánchester     | Inglaterra      | Manchester Arena                        | Sold Out                         | —      |
| 6 de junio de 2022       | Mánchester     | Inglaterra      | Manchester Arena                        | Sold Out                         | —      |
| 8 de junio de 2022       | Glasgow        | Escocia         | The Hydro                               | Sold Out                         | —      |
| 9 de junio de 2022       | Glasgow        | Escocia         | The Hydro                               | Sold Out                         | —      |
| 12 de junio de 2022      | Mannheim       | Alemania        | SAP Arena                               | Sold Out                         | —      |
| 13 de junio de 2022      | Colonia        | Alemania        | Lanxess Arena                           | Sold Out                         | —      |
| 15 de junio de 2022      | Zúrich         | Suiza           | Hallenstadion                           | Sold Out                         | —      |
| 16 de junio de 2022      | Zúrich         | Suiza           | Hallenstadion                           | Sold Out                         | —      |
| 18 de junio de 2022      | Lodz           | Polonia         | Atlas Arena                             | Sold Out                         | —      |
| 19 de junio de 2022      | Cracovia       | Polonia         | Tauron Arena                            | Sold Out                         | —      |
| 22 de junio de 2022      | Praga          | República Checa | O2 Arena                                | Sold Out                         | —      |
| 25 de junio de 2022      | Zagreb         | Croacia         | Arena Zagreb                            | Sold Out                         | —      |
| 27 de junio de 2022      | Budapest       | Hungría         | Arena Deportiva de Budapest László Papp | Sold Out                         | —      |
| 29 de junio de 2022      | Berlín         | Alemania        | Mercedes-Benz Arena                     | Sold Out                         | —      |
| 30 de junio de 2022      | Hamburgo       | Alemania        | Barclaycard Arena                       | Sold Out                         | —      |
| 2 de julio de 2022       | Viena          | Austria         | Wiener Stadthalle                       | Sold Out                         | —      |
| 3 de julio de 2022       | Múnich         | Alemania        | Olympiahalle                            | Sold Out                         | —      |
| 20 de agosto de 2022     | Estocolmo      | Suecia          | Friends Arena                           | Sold Out                         | —      |
| 22 de agosto de 2022     | Helsinki       | Finlandia       | Hartwall Arena                          | Sold Out                         | —      |
| 23 de agosto de 2022     | Helsinki       | Finlandia       | Hartwall Arena                          | Sold Out                         | —      |
| 26 de agosto de 2022     | Oslo           | Noruega         | Telenor Arena                           | Sold Out                         | —      |
| 27 de agosto de 2022     | Oslo           | Noruega         | Telenor Arena                           | Sold Out                         | —      |
| 31 de agosto de 2022     | Copenhague     | Dinamarca       | Royal Arena                             | Sold Out                         | —      |
| 1 de septiembre de 2022  | Copenhague     | Dinamarca       | Royal Arena                             | Sold Out                         | —      |
| 3 de septiembre de 2022  | Amberes        | Bélgica         | Sportpaleis                             | Sold Out                         | —      |
| 4 de septiembre de 2022  | Amberes        | Bélgica         | Sportpaleis                             | Sold Out                         | —      |
| 6 de septiembre de 2022  | Amberes        | Bélgica         | Sportpaleis                             |                                  |        |
| 9 de septiembre de 2022  | Ámsterdam      | Países Bajos    | Ziggo Dome                              | Sold Out                         | —      |
| 10 de septiembre de 2022 | Ámsterdam      | Países Bajos    | Ziggo Dome                              | Sold Out                         | —      |
| 12 de septiembre de 2022 | Ámsterdam      | Países Bajos    | Ziggo Dome                              | Sold Out                         | —      |
| 16 de septiembre de 2022 | París          | Francia         | La Défense Arena                        | Sold Out                         | —      |
| 17 de septiembre de 2022 | París          | Francia         | La Défense Arena                        | Sold Out                         | —      |
| 20 de septiembre de 2022 | París          | Francia         | La Défense Arena                        | Sold Out                         | —      |
| 21 de septiembre de 2022 | París          | Francia         | La Défense Arena                        | Sold Out                         | —      |
| 23 de septiembre de 2022 | París          | Francia         | La Défense Arena                        | Sold Out                         | —      |
| 24 de septiembre de 2022 | París          | Francia         | La Défense Arena                        | Sold Out                         | —      |

|}